# شهودگرایی ریاضی
شهودگرایی ریاضی (mathematical Intuitionism) مکتبی در فلسفهٔ ریاضی است که بر اساس آن ریاضیات نمی‌تواند ویژگی‌های اغلب مجموعه‌های نامتناهی را در برگیرد و فقط گزاره‌هایی موجه‌اند که بتوان اثبات‌پذیری آنها را با روش‌های متناهی نشان داد. نظر شهودگرایان این است که اشیا و برهان‌های ریاضیات را فقط باید با طی گام‌های متوالی و متناهی ساخت، گام‌هایی که با شهود قابل کاربرد بر اعداد طبیعی‌اند. در شهودگرایی، خردورزی و گمانه‌های فلسفی ریاضیدان نقشی کلیدی دارند و بنابر شهودگرایی را می‌توان فلسفی‌ترین مکتب در ریاضیات به‌شمار آورد.